# Achille Luchaire
Denis Jean Achille Luchaire, va nàixer el 4 d'octubre de 1846 a París on morí el 13 de novembre de 1908. Fou un historiador, filòleg i erudit francès que feu aportacions valuoses, com a pioner, a l'àmbit de la dialectologia occitana i sobretot al domini gascó.

## Biografia
Achille Luchaire va estudiar al liceu Saint-Étienne de Lió, uns quants anys més tard al liceu Henri-IV de París i finalment a l'escola superior. Després d'assolir l'agregació d'història el 1869 i el doctorat de lletres el 1877, inicià la seua docència com a professor d'història al liceu de Pau, abans d'arribar al liceu i a la Facultat de lletres de Bordeus. Un altre lingüista famós, Édouard Bourciez, ocupà la seua càtedra a partir del 1883, quan Achille Luchaire se n'anà a ensenyar a la Sorbona, on es feu càrrec de classes de ciències auxiliars de la història substituint Fustel de Coulanges a les classes d'història medieval. Fou elegit membre de l'Acadèmia de ciències morals i polítiques el 1895.
Després d'haver començat la seua carrera amb una tesi sobre Alain d'Albret, que fou prosseguida per uns treballs de filologia sobre la llengua basca i l'occità gascó, ell es va dedicar totalment a la història medieval. L'edició el 1883 i el 1885 de l'Histoire des institutions monarchiques de la France sous les premiers Capétiens va consolidar la seua fama d'historiador.
Les seues obres ulteriors, i també les seues contribucions a l'Histoire de la France au Moyen Âge, dirigida per Ernest Lavisse, i a L'Histoire de France racontée par les contemporains, a cura de Paul-Louis-Berthold Zeller, també foren elogiats. El darrer volum de la seua sèrie de llibres sobre la figura del papa Innocenci III, publicat uns quants dies abans de la seua mort, rebé el premi Jean Reynaud.
A París existeix un carrer Achille Luchaire.

## Vida familiar
Es va casar amb Alphonsine Philippines Virginie Zeller, la filla de l'historiador Jules Zeller. Tingueren dos fills, l'historiador i escriptor Julien Luchaire, el pare del periodista i polític Jean Luchaire i avi de l'actriu Corinne Luchaire, i de Maurice Luchaire, sota-prefecte de Cherbourg entre 1927 i 1940 i pare del constitucionalista François Luchaire. Va treballar molt estretament amb el seu cunyat Berthold Zeller.

## Biografia principal
- Alain le Grand, sire d'Albret. L'Administration royale et la Féodalité du Midi (1440-1522) (1877).
- Les Origines linguistiques de l'Aquitaine (1877)
- Études sur les idiomes pyrénéens de la région française (1879). Réédition : Slatkine, Genève, 1973.
- Recueil de textes de l'ancien dialecte gascon d'après les documents antérieurs au Plantilla:S-, suivi d'un glossaire (1881)
- Philippe-Auguste (1881)
- Histoire des institutions monarchiques de la France sous les premiers Capétiens (987-1180) (2 volumes, 1883)
- Histoire des institutions monarchiques de la France sous les premiers Capétiens, mémoires et documents. Études sur les actes de Louis VII (1885)
- Les Communes françaises à l'époque des Capétiens directs (1890).
- Louis VI le Gros, annales de sa vie et de son règne (1081-1137), avec une introduction historique (1890).
- Manuel des institutions françaises : période des Capétiens directs (1892).
- L'Université de Paris sous Philippe-Auguste (1899)
- Étude sur quelques manuscrits de Rome et de Paris (1899)

Les Œuvres de Suger. La Chronique de Morigni. Le Fragment de l'histoire d'Anjou, attribuée à Foulque le Réchin. Les Annales de Jumièges. Un cartulaire de Saint-Vincent de Laon. Un manuscrit de Soissons. Les Miracula sancti Dionysii. Les Recueils épistolaires de l'abbaye de Saint-Victor.
- Les Premiers Capétiens : 987-1137 (1901)
- Innocent III, Rome et l'Italie (1904)
- Innocent III et la croisade des Albigeois (1905)
- Innocent III, la papauté et l'empire (1906)
- Innocent III, la question d'Orient (1907)
- Innocent III, les royautés vassales du Saint-Siège (1908)
- Innocent III, le concile de Latran et la réforme de l'Église : avec une bibliographie et une table générale des six volumes (1908)
- La Société française au temps de Philippe-Auguste (1909).
- Philippe Auguste et son temps, J. Tallandier, Paris, 1980. Extrait de l'Histoire de la France au Moyen âge dirigée par Ernest Lavisse.